# Ichtiman
Ichtiman (bulgariska: Ихтиман) i kommunen Obsjtina Ichtiman är huvudort i regionen Sofijska oblast i västra Bulgarien.